# Dicrostonyx nunatakensis
Dicrostonyx nunatakensis är en däggdjursart som beskrevs av Youngman 1967. Dicrostonyx nunatakensis ingår i släktet halsbandslämlar, och familjen hamsterartade gnagare. Inga underarter finns listade. Populationen listades länge som underart eller synonym till Dicrostonyx groenlandicus men nyare taxonomiska avhandlingar som Mammal Species of the World samt IUCN godkänner den som art.

## Utseende
Arten blir med svans 110 till 129 mm lång och svanslängden är 11 till 12 mm. Djuret har 15 till 21 mm långa bakfötter och 3 till 6 mm långa öron. På ovansidan förekommer gråbrun sommarpäls och undersidan är täckt av hår som är mörkgrå vid roten och silverfärgad eller ljusbrun på spetsen. Arten har liksom Dicrostonyx groenlandicus en mörk längsgående linje på ryggens topp. Påfallande är en rödaktig fläck på strupen som kan vara större så att den når bröstet och övre delen av armarna. Liksom andra halsbandslämlar har gnagaren ett mer eller mindre tydligt ljust band kring halsen. De korta öronen är ofta gömda i pälsen och ögonen har en svart färg. Individer med vinterpäls har inte än påträffats men det antas att de är vitaktiga liksom andra halsbandslämlar. Tandformeln är I 1/1 C 0/0 P 0/0 M 3/3, alltså 16 tänder.

## Utbredning, habitat och ekologi
Denna halsbandslämmel förekommer i bergstrakten Ogilvie Mountains i västra Yukon Territory i Kanada. Habitatet utgörs av alpin tundra. Arten har ofta hittats i dalgångar som skapades av glaciärer (cirque). Antagligen isolerades populationen för 10 000 år sedan i samband med senaste istiden. Det är cirka 400 km avstånd till utbredningsområden för andra halsbandslämlar.
Det är nästan inget känt om artens levnadssätt.

## Status
För Dicrostonyx nunatakensis är inga anmärkningsvärda hot kända. Den lever i några skyddszoner och den listas av IUCN som livskraftig (LC).